# 孫寶琦
孙宝琦（1867年4月26日—1931年2月3日），字慕韩，浙江省杭州府钱塘县（今杭州市）人。清末民初政治家、外交官，曾任中华民国外交总长、国务总理。

## 生平
戶部侍郎孫詒經之子。成廕生。曾任直隶道员。1900年（光緒26年）八国联军进京，随光绪帝至西安。1901年（光緒27年）起，历任驻德国、日斯巴尼亚（今称西班牙）、葡萄牙、法国等国使馆随员。
1902年（光緒28年）7月，升任出使法国大臣。1905年（光緒31年）归国，署顺天府尹。1907年4月，出任出使德国大臣，筹措讨还青岛事宜。1908年（光緒34年）回国，充帮办津浦铁路大臣。1911年（宣統3年），转任山东巡抚。任内阻止德国取得山东矿权。同年，辛亥革命爆发，孫寶琦宣布山东独立，随后又取消独立，12月17日，辞官。
1913年（民国2年）6月，为袁世凯的特命被派往日本。同年9月，孫寶琦任北京政府熊希龄内阁外交总长。1914年2月12日，兼代国务总理。1914年5月1日辞去国务总理，专任外交总长（外交次长为曹汝霖）。同年7月第一次世界大战爆发，孫寶琦支持袁世凯的中立政策。1915年1月，因日本提出二十一条，辞去外交总长（陸徵祥接任），改任审计院院长。1916年4月，任段祺瑞内阁财政总长。同年6月兼汉冶萍公司董事长。1919年，任招商局董事会会长。1920年春，任经济调查局总裁（税务督办）。
1922年1月，任扬子江水道讨论委员会会长；同年4月任外交部太平洋会议善后委员会副会长 。经大总统曹锟提名，国会通过，1924年1月12日，孫寶琦被任命为国务总理，1月15日孙宝琦内阁就职。孫寶琦还兼任外交委员会委员长。任内，孫寶琦提出「奉行宪法」、「和平统一」的施政方针，同苏联建立了外交关系，向德国索赔成功。同年7月2日，因与曹锟的嫡系、财政总长王克敏不和，提出辞职。由外交总长顾维钧代理国务总理。1925年2月，孫寶琦被段祺瑞任命为淞滬商埠督办。同年8月，被任命为驻苏联大使，但未就任。1926年，任中法大学董事長。
1931年（民国20年）2月3日，孫寶琦在上海逝世，享年65岁。
孙宝琦的故居位于北京市东城区东四六条。

## 圖集

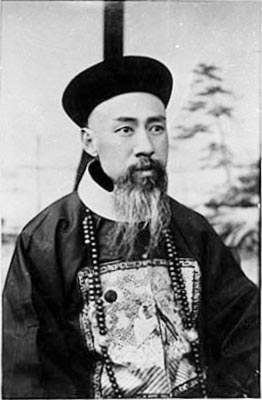
孙宝琦
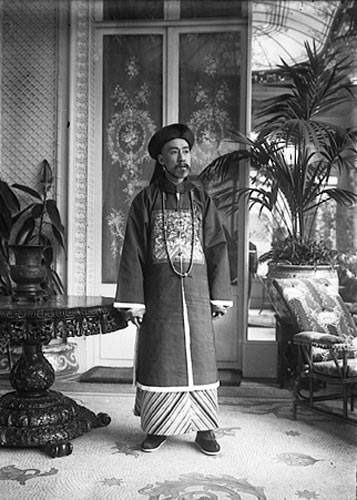
孙宝琦在法国
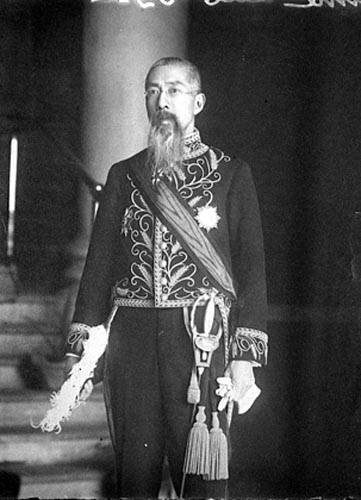
孙宝琦

## 家庭

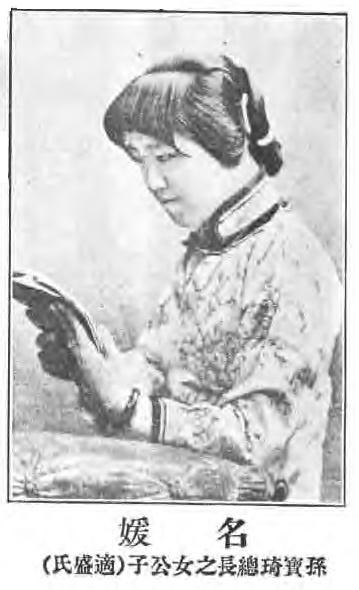
孫寶琦长女孙用慧，后嫁盛恩頤。

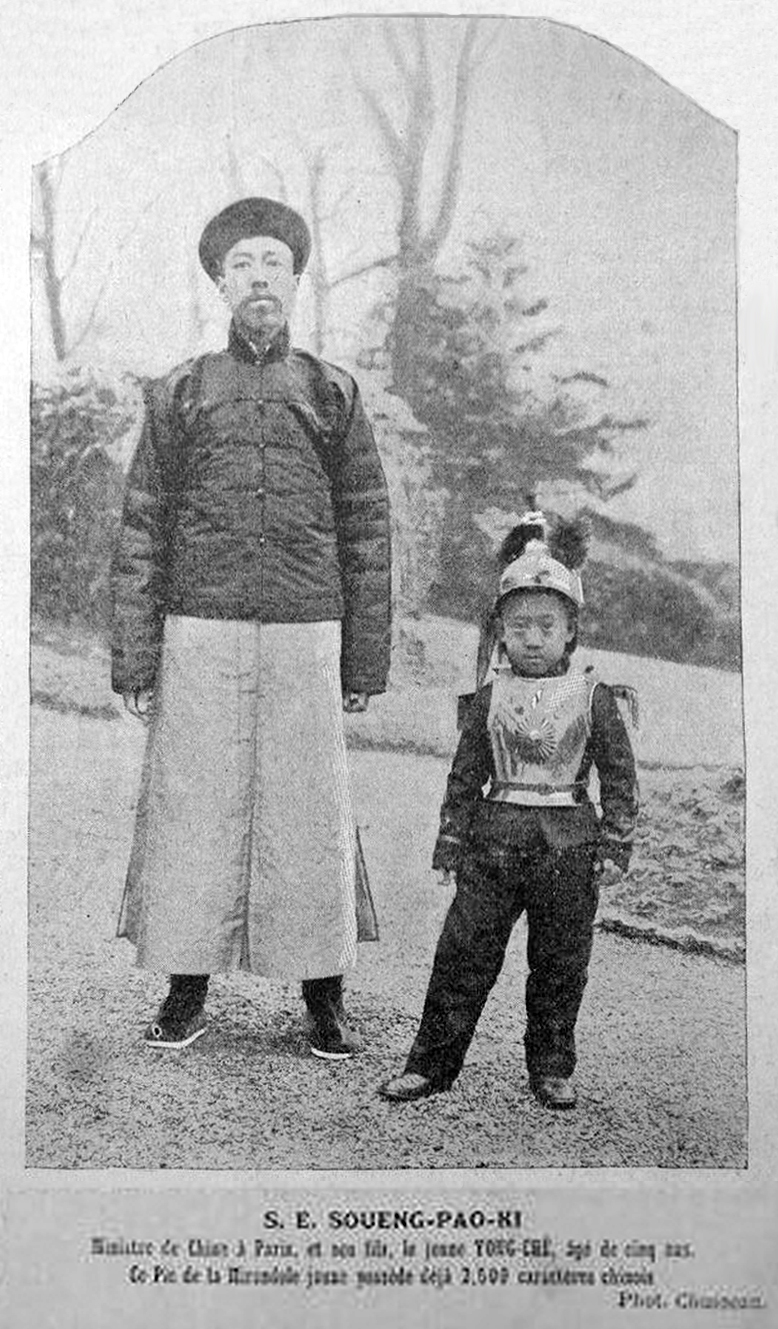
孙宝琦和长子孙用时在法国

孙宝琦有一妻四妾，子女24人（8个儿子，16个女儿）：
- 长女：孙用慧，嫁盛恩颐（盛宣怀的第四子）
- 次女：孙用智，嫁载掄（庆亲王奕劻的第五子）
- 三女：嫁大学士王文韶之孙王晋孙
- 四女：孙用履，嫁宗室大臣宝熙之子志震
- 五女：孙用熙，嫁袁克齐（袁世凯的第七子）
- 六女：
- 七女：孙用藩，嫁张廷重（张佩纶之子，李鸿章的外孙)，成为张爱玲的继母
- 八女：嫁天津国华银行经理崔氏
- 九女：
- 十女：
- 十一女：
- 十二女：
- 十三女：
- 十四女：

- 十五女：
- 十六女：
- 长子：孙用时（景阳）
- 次子：孙用震
- 三子：孙雷生，娶冯家贤（冯国璋之女）

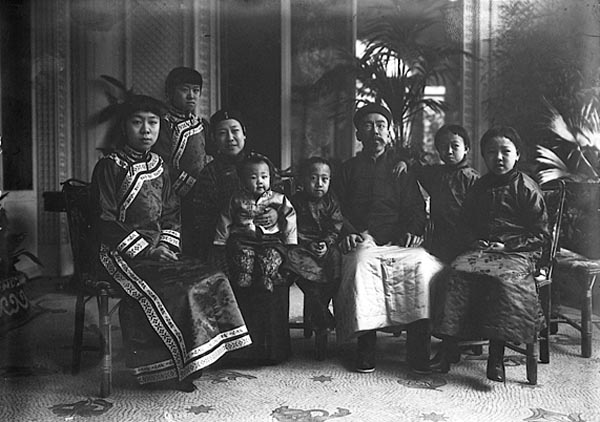
孙宝琦和家人在法国

- 四子：孙用岱（蔚青），娶盛范颐（盛宣怀的亲侄女）
- 五子：
- 六子：
- 七子：
- 八子：
- 侄子：姓名未详，娶袁籙祯（袁世凯的第六女）

## 逸事
1904年冬，孙中山携朱和中赴德国柏林，访问中国留德学生。在宾步程的带动下，王发科、王相楚等留学生加入了兴中会。在柏林逗留数日后，孙中山与朱和中赴法国巴黎，留法学生唐豸、胡瑛、汤芗铭、向国华等十多人应邀入兴中会。孙中山在巴黎住在利倭尼街的瓦克拉旅馆。一天，汤芗铭、向国华、王发科、王相楚四人结伴来找孙中山去附近的咖啡馆喝咖啡，王发科、王相楚二人中途离席，到瓦克拉旅馆盗走了孙中山的行箧中的党人名单及入盟书、法国殖民大臣致安南总督的信函。此为王发科、王相楚、汤芗铭、向国华四人合伙设计。得手后，四人到清国驻法国公使馆告密，公使孙宝琦训斥四人称：“你们加入革命党，是叛清朝；今来自首，又叛革命党。且陷害同学，人格何在！”孙宝琦收阅了四人盗取的文件后称，“今后你们要好好念书，安分守己，不要胡闹。”留法学生夏坚仲是孙宝琦的亲戚，得知消息后赶到使馆向孙宝琦疏通。孙宝琦乃将入盟者的宣誓书烧掉，将其余文件交给夏坚仲，夏坚仲通过邮局将文件寄还孙中山。但是，孙宝琦从法国殖民大臣致安南总督的信函中得知孙中山的安南起义计划后，即赴法国外交部交涉，导致孙中山的起义计划未能实现。
1913年4月，前清隆裕太后出殯，孫寶琦往弔，梁鼎芬見孫寶琦穿西服行鞠躬禮，便大罵：「是那裹來的這個外國人？」孫寶琦退避，梁鼎芬問：「你是那國人？姓甚名誰？快快告訴我！」孫求饒，梁繼續說：「你如是革命黨，即不必來送殯；你如是中國的官，就應該穿孝服！你在山東所作所爲，到底什麼心腸？你這無廉恥的東西，虧你還站在這乾凈地上。你再不走，我就要攆你了！你那親家奕劻，你帶個信給他，叫他早早的死了，這種亡國污穢的東西，還活在世上，可算太無恥了！」孫已匆匆離開。

## 延伸阅读
[在维基数据编辑]
 《海上名人傳·孫慕韓》，出自《海上名人傳》
 在维基共享资源阅览影像
| 前任：袁樹勛 | 山東巡撫1909年 - 1911年 | 繼任：胡建枢 |

| 前任：陸徵祥 | 外交总長1913年9月 - 1915年1月 | 繼任：陸徵祥 |

| 前任：熊希龄 | 臨時国務总理1914年2月12日 - 5月1日 | 繼任：徐世昌（政事堂国務卿） |

| 前任：周学熙 | 財政总長1916年4月 - 6月 | 繼任：周自齐 |

| 前任：高凌霨 | 国務总理1924年1月12日 - 7月2日 | 繼任：顧維鈞 |